# Major Prates
Major Prates é um bairro do município brasileiro de Montes Claros, no interior do estado de Minas Gerais. Com cerca de 25 mil habitantes, segundo informações de 2011, é um dos bairros mais populosos de Montes Claros. Também é o maior subcentro do município, cuja condição é propiciada pela infraestrutura urbana presente, bem como sua localização geográfica (4 km do Centro), o dinamismo econômico, o grande contingente populacional e o forte mercado consumidor.
A descentralização das atividades econômicas em Montes Claros é verificada, por meio dos shopping centers, eixos comerciais diversificados, vias especializadas e subcentros em comércio e serviços. O subcentro Major Prates revela uma predominância do setor comercial em relação a prestação de serviços. O comércio de confecções, acessórios para autos, materiais de construção e bares se destacaram, além da proximidade com o maior shopping da cidade. Os processos de descentralização e recentralização espacial e territorial dos estabelecimentos comerciais e de serviços em curso em Montes Claros, pôde ser observado no Major Prates por meio da das filiais de lojas, cuja localização anteriormente era restrita ao núcleo central.

## O subcentro Major Prates
O Major Prates localiza-se na região sul da cidade de Montes Claros, possuindo como limite os bairros Augusta Mota, Morada do Parque, Morada do Sol, São Geraldo, Vargem Grande e Canelas. Esse bairro conta com uma área de 759.898,91m². Sua localização, distante cerca de 4 km da área central, tem sido determinante para o desenvolvimento socioeconômico não só do bairro, mas da própria região Sul. O bairro possui um sistema viário que articula um grande volume de pessoas e de veículos para a região central da cidade. Entre as principais avenidas de acesso a esse subcentro, estão a Francisco Gaetani e a Castelar Prates, que assumem um importante papel na concentração de comércio e prestação de serviços. A essas duas avenidas principais do bairro, convergem grandes fluxos de pessoas e veículos. Ademais, registra-se que esse
espaço, também, faz limite com a BR 365, que interliga o município de Montes Claros à Pirapora, no Norte de Minas, e, à Uberlândia, no Triângulo Mineiro.
A partir do mapeamento da distribuição do uso do solo, nota-se que a ocupação no subcentro Major Prates é variada, possuindo, concomitantemente, uso comercial e residencial. Percebe-se que os estabelecimentos comerciais concentram-se ao longo de dois eixos perpendiculares, as Avenidas Francisco Gaetani e Castelar Prates, formando dois núcleos estratégicos de passagem para a área central de Montes Claros e para outros bairros da cidade, bem como acesso ao anel rodoviário sul, saída para a BR-135. Os quarteirões localizados nessas duas avenidas são densamente ocupados por atividades comerciais, notadamente no centro do bairro. Dessa forma, à medida que se afasta dessa área, que é bastante ampla em relação à dimensão total desse subcentro, vê-se a ocorrência de residências, denotando uma nítida separação entre uso comercial e residencial. Também, a ocorrência, nesse subcentro, de instituições públicas, unidades de ensino e de saúde, templos religiosos e áreas verdes.

## Major Prates: condições ideais para o subcentro
Pode-se depreender que a emergência do bairro Major Prates à condição de subcentro se relaciona, diretamente, com a infra-estrutura urbana que tal espaço possui. Somado a isso, há a excelente localização geográfica, o dinamismo econômico, o grande contingente populacional, e, consequentemente, o forte mercado consumidor. O subcentro Major Prates está entre um dos maiores adensamentos populacionais da cidade de Montes Claros.
Atualmente se desenvolve no Bairro Major Prates atividades de consumo imediato da população juntamente com ramos de atividades mais especializadas e complexas. Dessa forma, academias, farmácias, comércio de calçados e de cama, mesa e banho, casas lotéricas, serviço de transporte e hotelarias são algumas atividades que ilustram o desenvolvimento e a potencialidade econômica desse subcentro.
A prosperidade/complexidade/dinamismo do subcentro Major Prates deve-se à proximidade com a rodoviária, com o maior shopping da cidade, com a saída para a rodovia BR-365 e com a instalação de uma boa rede de infra-estrutura básica: água, luz, esgoto, pavimentação, telefonia, vias de comunicação e circulação. É, portanto, um espaço de acessibilidades ideal para a manifestação de centralidades.
A configuração do subcentro Major Prates indica a existência de um espaço econômico de consumo que se forma a partir das intervenções e ações de grupos públicos e privados, bem como de alianças entre eles. Isso se evidencia a partir da disponibilidade dos equipamentos urbanos, infra-estruturas, comércio e serviços, ali existentes, para atender ao potencial consumidor de uma população densa e expressiva no tocante à cidade de Montes Claros.

## Área de lazer
Localizado na região do Major Prates o Parque Municipal Milton Prates é um dos principais pontos turísticos de Montes Claros. Esse parque foi criado em 1969 pelo então prefeito Antônio Lafetá Rebello, em área da Fazenda Lagoa dos Patos.
Localizada a aproximadamente 4 Km do centro da cidade, a área era ocupada por uma densa mata nativa ainda bem preservada, com árvores de grande porte e uma pequena lagoa. Esse belo conjunto natural despertou no prefeito o desejo de ali construir um grande parque, já vislumbrando a descentralização da cidade e o crescimento urbano até aquela região que, naquele tempo, apresentava características de zona rural. 
Foi assim que nasceu o Parque Municipal Milton Prates. A obra incluiu também a ampliação da área da lagoa dos patos, alcançando o contorno mantido até hoje. Inaugurado em 1º de maio de 1969, recebeu o nome de Milton Prates em homenagem a família doadora do terreno.
O Parque Municipal faz com que o Bairro Major Prates abrigue a maior área verde urbana do município de Montes Claros. O Parque Municipal possui uma área total de 196.000,00 m² sendo que cerca de 20% dessa área é ocupada pela lagoa conhecida como ‘Lagoa dos Patos’. O ambiente físico é bem estruturado, sendo o Parque completamente cercado, com estrutura de restaurante, banheiros e um complexo esportivo, com quadras e um ginásio poliesportivo.

## Infraestrutura
Além de possuir uma ótima rede de infra-estrutura básica: água, luz, esgoto, pavimentação, telefonia, vias de comunicação e circulação, o Bairro Major Prates conta com um Posto Policial, Posto de Saúde, praças públicas, comércio variado, instituições de ensino (públicas e privadas), além de vias de acesso rápido à região central da cidade. 